# Ненад Брикси
Ненад Брикси (Nenad Brixy; 4. мај 1924-1984) био је хрватски новинар, романописац, комедиограф, покретач и уредник многих часописа. Његов најпознатији допринос култури је уређивање стрипа Алан Форд који је захваљујући и преводу Бриксија постигао готово већу популарност од оне у држави настанка, Италији.

## Биографија
Основну школу и гимназију похађао је у Вараждину, а након тога се уписао у Економско-комерцијалну високу школу у Загребу, али коју је након два семестра напустио да би се посветио новинарству.
У послератном периоду све до 1974. бави се уредништвом листова: Вараждинске вијести (1945—1947), Нови лист, Ријека (1947—1954), Народни лист, Загреб (1955), Глобус (1956). Главни и одговорни је уредник листа Плави вјесник (1960—1967), а ускоро затим уредник забавних садржаја у загребачком Вјеснику (1967—1974), листу који је био аналогија београдске Борбе. Из издаваштва се због срчане болести морао повући, те је 1973. године отишао у инвалидску пензију.
Осим новинарства, од 1945. бавио се и писањем новела, цртица, хуморески и путописа. Написао је неколико комедија и радио-драма, савремене тематике и с местом збивања у Загребу. Под псеудонимом Тимоти Тачер објавио је више хумористичко-криминалистичких рото-романа, од којих су неки обрађени и за ТВ екран. Романи "И тако даље" и "Све или нешто" преведени су на чешки. Као најуспешније Бриксијево дело рачуна се роман "Мртвацима улаз забрањен" који је доживео десетак издања, преведен је на пет језика, а према њему су снимљена и два играна филма.

## Дела
- Раме уз раме (књига репортажа), 1951.
- И тако даље (роман о изградњи приградских насеља), 1956.
- Мртвацима улаз забрањен, 1960.[3]
- Миран живот (радиокомедија), 1964.
- Холивуд против мене, 1964.
- Све или нешто (роман о продору телевизије), 1965.
- Три и пол мртваца, 1975.
- Потражи ме у пијеску, 1976.
- Рупа у челу, 1976.
- Вампир у таксију, 1976.
- Ноге увис, 1976.
- Плати па остави, 1976.
- Покал за утопљеника, 1976.
- Гола и мртва, 1976.
- Важно је (у)бити први, 1976.
- Сљедећа, молим, 1976.
- Све или нешто, 1976.
- Анкета (радиокомедија), 1977.
- Ноћне игре, 1979.
- Загребачка веза, 1980.[4]
- Бијела лоптица, 1982. (са илустрацијама Бранке Ћетковић)[5]
- Добра стара гангстерска времена, 1982.
- Тајна црвеног салона, 1983.
- Леш на клупи, 1984.

## Рад на Алану Форду
Стрип Алан Форд, који је настао 1969. у Италији, на подручје Југославије доспео је путем загребачког Вјесника 1972. године. Стрип је почео да излази са оригиналном адаптацијом и преводом на хрватско-српски језик. У почетку стрип није наилазио на велику пажњу, али је популарност из дана у дан расла, а теоретичари се слажу да је на ту популарност у великој мери утицао генијално духовит превод Ненада Бриксија. Многобројни цитати из његовог превода су постали део популарне културе на читавом југословенском простору:

“Боље нешто од нечега него ништа ни од чега”,
“Ко спава, није будан”,
“Боље издати књигу него пријатеља”,
“Ако каниш побиједити, не смијеш изгубити”,
“Боље живјети сто година као милионер, него седам дана у биједи”
“Бољи је нечастан бјег него частан пораз”, итд.
Иронично је и симболично да је стрип подбацио у земљама склоним стрипу, као што су САД и Француска, а успео само на српскохрватском говорном подручју, чак и више него у самој Италији. Изгледа да су и аутори уочили то "померање тржишта" тако да је постојала чак и епизода са карикатуром Тита, која је у СФРЈ наравно била забрањена.
Све у свему, Брикси се нашао главни "кривац" за тај одличан превод – за који је сазнао и сам Бункер, аутор стрипа – прилагођен пре свега хрватском хумору али који је сасвим добро пролазио и код осталих народа бивше Југославије. Повремено додајући своје властите доскочице Брикси је уносио у стрип свежину, те га учинио "делом културног ткива" код нас. Аутор једне од многих књига о Алану Форду пишући о социолошком аспекту стрипа наводи да "стрип није био само сатирична критика капитализма, већ и сваког корумпираног и некомпетентног система, а надреална фарса која је у њему превладавала овде је била препознатљив начин живота, док је кроз карактере главних ликова, нефункционалне дилетанте који ипак дочекају свој срећан крај, људима давао инспирацију и наду."
Брикси је на Алану Форду радио од 1972. све до смрти, 1984. (превео је нешто више од 93 епизода). Стрип у Италији и дан данас излази, са новим цртачима, али његови познаваоци и поштоватељи кажу да Алан Форд у другим издањима и преводима више никада није био исти.
Што се Бриксијеве културне заоставштине тиче, има и негативних ставова. На пример стрип-пуристи му замерају на словним грешкама при ручном испуњавању балончића и приписују то његовој наводној непосвећености. Постоје свакојаке критике, од оних да је био крив што су се свеске брзо (након свега два-три читања) распале, па до оних да Брикси иако живео и радио у Загребу није писао "чистим" хрватским језиком (мада је то био српскохрватски период, а загребачко издаваштво усмерено целокупном балканском простору од Словеније до Македоније).